# Libavcodec
libavcodec은 자유 소프트웨어이자 LGPL 라이선스가 걸린 오픈 소스 라이브러리이다. 이 코덱은 영상 데이터와 음성 데이터를 인코딩하고 디코딩할 수 있다. C 언어로 구현되었다. FFmpeg 프로젝트의 한 부분을 차지하고 있으며 많은 자유 소프트웨어, 오픈 소스 응용 프로그램들이 libavcodec을 사용하고 있다.

## 구현된 영상 코덱
- 아수스 1판
- 아수스 2판
- 소리 영상 표준(AVS)(해독만)
- 캠스튜디오 CSCD
- 시네팩
- 크리에이티브 YUV (CYUV)
- DNxHD
- 플래시 스크린 비디오
- FFV1
- H.261
- H.263
- H.264/MPEG-4 AVC (디코딩 전용)
- Huffyuv
- id 소프트웨어 RoQ Video
- 인텔 Indeo 2 (디코딩 전용)
- 인텔 Indeo 3 (디코딩 전용)
- LOCO (디코딩 전용)
- MJPEG
- MPEG-1
- MPEG-2
- MPEG-4 파트 2 (DivX와 Xvid 코덱에서 쓰이기도 함)
- 애플 퀵드로 (디코딩 전용)
- 퀵타임 그래픽스 SMC
- 리얼비디오 RV10
- 리얼비디오 RV20
- 스노우
- 소렌슨 SVQ1
- 소렌슨 SVQ3 (디코딩 전용)
- 테오라 (디코딩 전용)
- 시에라 엔터테인먼트 VMD 비디오
- VMware VMnc (디코딩 전용)
- On2 VP3 (디코딩 전용)
- On2 VP5 (디코딩 전용)
- On2 VP6 (디코딩 전용)
- 웨스트우드 스튜디오 VQA
- 마이크로소프트 WMV — 7과 8 버전
- 마이크로소프트 WMV — 9 버전(디코딩 전용)
- 윙 커맨더/Xan Video (디코딩 전용)

## 구현된 음성 코덱
- AC-3
- 애플 무손실 (디코딩 전용)
- ATRAC3 (디코딩 전용)
- 쿡 코덱 (디코딩 전용)
- FLAC
- 인텔 뮤직 코더 (디코딩 전용)
- Monkey's Audio (디코딩 전용)
- MP2
- MP3 (원본 디코더, LAME로 인코딩된 것)
- Nellymoser Asao Codec in Flash (디코딩 전용)
- QDM2 (디코딩 전용)
- RealAudio 1.0 (디코딩 전용)
- RealAudio 2.0 (디코딩 전용)
- Shorten (디코딩 전용)
- Truespeech (디코딩 전용)
- TTA (디코딩 전용)
- Vorbis
- WavPack (디코딩 전용)
- 윈도우 미디어 오디오 1
- 윈도우 미디어 오디오 2

## libavcodec-extra
libavcodec-extra는 libavcodec의존 추가 패키지이다. 이 패키지는 추가 코덱 지원을 제공하는 최신 버전의 libavcodec에 의존하고있다. 이 엑스트라(libavcodec-extra)버전의 응용 프로그램 패키지는 강력한 방식으로의 libavcodec변형을 요구하거나 제안하는 경우 이를 사용할 수 있다. libavcodec-extra이외에도 libavcodec-extra57,libavcodec-extra58,libavcodec-extra56,libavcodec-extra58-dbgsym등의 엑스트라버전이 있다.